# De dood van een goudvink
De dood van een goudvink is een hoorspel van Edoardo Antòn. Tod eines Prachtfinken werd op 23 april 1965 door Radio Bremen uitgezonden. Jan Hoogland vertaalde het en de VPRO zond het uit op vrijdag 19 januari 1968. De regisseur was Jan Wegter. Het hoorspel duurde 48 minuten.

## Rolbezetting
- Han König (Prof. Lanfranchi)
- Tonny Foletta (de heer Petrillo)
- Gerrie Mantel (Til Boldini)
- Tine Medema (mevrouw Boldini)
- Kommer Kleijn (baron Ranelli)
- Joke Hagelen (Rita)
- Paula Majoor (Emma)
- Herman van Eelen (Mauro)
- Paul van der Lek (Gustavo)
- Hans Karsenbarg (Mimmo)
- Donald de Marcas & Martin Simonis (verdere medewerkenden)

## Inhoud
De gymnasiumleraar Lanfranchi uit de provincie reist naar de universiteitsstad, om daar de omstandigheden te doorgronden die tot de dood van zijn zoon leidden. De berichten van vrienden en kennissen wijken van elkaar af. De navorsingen brengen de leraar geen klaarheid over het feit, of zijn zoon door zelfmoord of door een ongeval om het leven gekomen is. Hoe meer hij te weten komt, hoe onduidelijker het klare beeld wordt dat hij zich tot dusver van zijn zoon gemaakt had. Bij zijn speurtocht naar de waarheid staat Lanfranchi ten slotte tegenover een mozaïek van loutere vermoedens, waarmee geen zinvol geheel meer kan geconstrueerd worden…